# Univerzita v Pavii
Univerzita v Pavii (Università degli Studi di Pavia, UNIPV nebo Università di Pavia; latinsky Alma Ticinensis Universitas) je univerzita se sídlem v Pavii v italské Lombardii. Doklady o zdejší škole jsou již z roku 1361, což z ní činí jednu z nejstarších univerzit světa. Až do konce 19. století byla jedinou univerzitou v okolí Milána a celé Lombardie.
V současné době má 18 kateder a 9 fakult. Nemá hlavní kampus, její budovy jsou rozptýleny po městě, pročež se město Pavia někdy označuje jako „městský kampus“. Studuje zde více než 20 000 studentů z Itálie a celého světa.
Univerzita nabízí více než 80 vysokoškolských programů, více než 40 magisterských programů a asi 20 doktorských programů, z toho 8 v angličtině.  Každoročně sem nastupuje asi 1500 zahraničních studentů.
Univerzita provozuje několik kulturních a vědeckých institucí jako Univerzitní historické muzeum, botanickou zahradu, výzkumná centra, knihovny a univerzitní tiskárnu. Univerzita je také spojena s nemocnicí Policlinico San Matteo, kde praktikují studenti medicíny.
Univerzita v Pavii je členkou skupiny COIMBRA a Asociace evropských univerzit. Účastní se také programu Erasmus, který umožňuje výměny studentů s různými univerzitami v Evropě.

## Dějiny
Edikt vydaný franckým králem Itálie Lotharem I. (vládl 818–55) zmiňuje existenci vyšší školy v Pavii již v roce 825. Tato instituce se věnovala hlavně církevnímu a civilnímu právu a teologii a byla zřejmě hlavním vzdělávacím centrem severní Itálie.
V roce 1361 císař Karel IV. tuto instituci oficiálně uznal jako studium generale a udělil jí stejná privilegia, jaké měly univerzity v Paříži a Boloni. To zde umožnilo vyučovat kanonické a civilní právo, filozofii, medicínu a svobodná umění. Školu pak rozšířil a obnovil milánský vévoda Gian Galeazzo Visconti, který v roce 1389 získal od papeže Bonifáce IX. povolení učit i teologii. Ve středověku zde v oblasti práva, filozofie a literatury působili významní učitelé jako Baldo degli Ubaldi, Lorenzo Valla a Giasone del Maino.
Následkem italské války v letech 1521-6 byla univerzitu v roce 1524 zavřena. Po znovuotevření univerzity v 16. století zde působili vědci jako Andrea Alciato a Gerolamo Cardano. Během následující španělské nadvlády výzkumná a vzdělávací činnost univerzity stagnovala, ale stále zde pracovali prominentní učenci jako Gerolamo Saccheri.
Obnova univerzity bylo částečně následkem osvícenských iniciativ Marie Terezie a Josefa II. ve druhé polovině 18. století. Došlo k masivní obnově výukových programů a výzkumu a vznikly některé struktury, které si univerzita zachovala dodnes. Významní učitelé a vědci spojení s pavijskou univerzitou té doby byli například chemik Luigi Valentino Brugnatelli, fyzik Alessandro Volta, básník Ugo Foscolo, dramatik Vincenzo Monti, právník Gian Domenico Romagnosi, přírodovědec Lazzaro Spallanzani, matematik Lorenzo Mascheroni a anatom Antonio Scarpa.
Během 19. století a začátku 20. století v Pavii učili tři nobelisté - lékař Camillo Golgi, chemik Giulio Natta a fyzik Carlo Rubbia. Kromě zde učili významní matematici Eugenio Beltrami, Felice Casorati a Luigi Berzolari. V roce 1912 na univerzitě v Pavii Carlo Forlanini objevil první účinný lék na tuberkulózu - umělý pneumotorax. V 60. letech 20. století byla k fakultám přibyla Ekonomická a obchodní fakulta a Inženýrství.
Dalšími prominentní vědci univerzity v době od poloviny 20. století byli například Pasquale Del Giudice a Arrigo Solmi v oboru historie práva, Contardo Ferrini a Pietro Bonfante na římském právu, Luigi Cossa a Benvenuto Griziotti pro ekonomii, Giacinto Romano ve středověké a moderní historii a Plinio Fraccaro v dějinách starověku.